# Heng-o Corona
L'Heng-o Corona è una struttura geologica della superficie di Venere.